# Nachal Siach
Nachal Siach (hebrejsky: נחל שיח, arabsky: vádí Ajn al-Sejach nebo vádí Sijach) je asi 2 kilometry krátké vádí v pohoří Karmel v Izraeli.
Začíná v nadmořské výšce cca 250 metrů na západním okraji pohoří Karmel, v haifské čtvrti Karmelija. Směřuje pak k severozápadu, přičemž prudce klesajícím zalesněným údolím lemovaným na náhorních terasách městskou zástavbou čtvrtí Karmelija a Kababir (luxusní obytný distrikt haifských Arabů). Údolí se pak stáčí k západu a ústí do pobřežní planiny v prostoru čtvrti Kfar Samir, respektive tamního hřbitova Sde Jehošua. Vede pak krátce souvisle zastavěným městským územím a ústí do Středozemního moře.

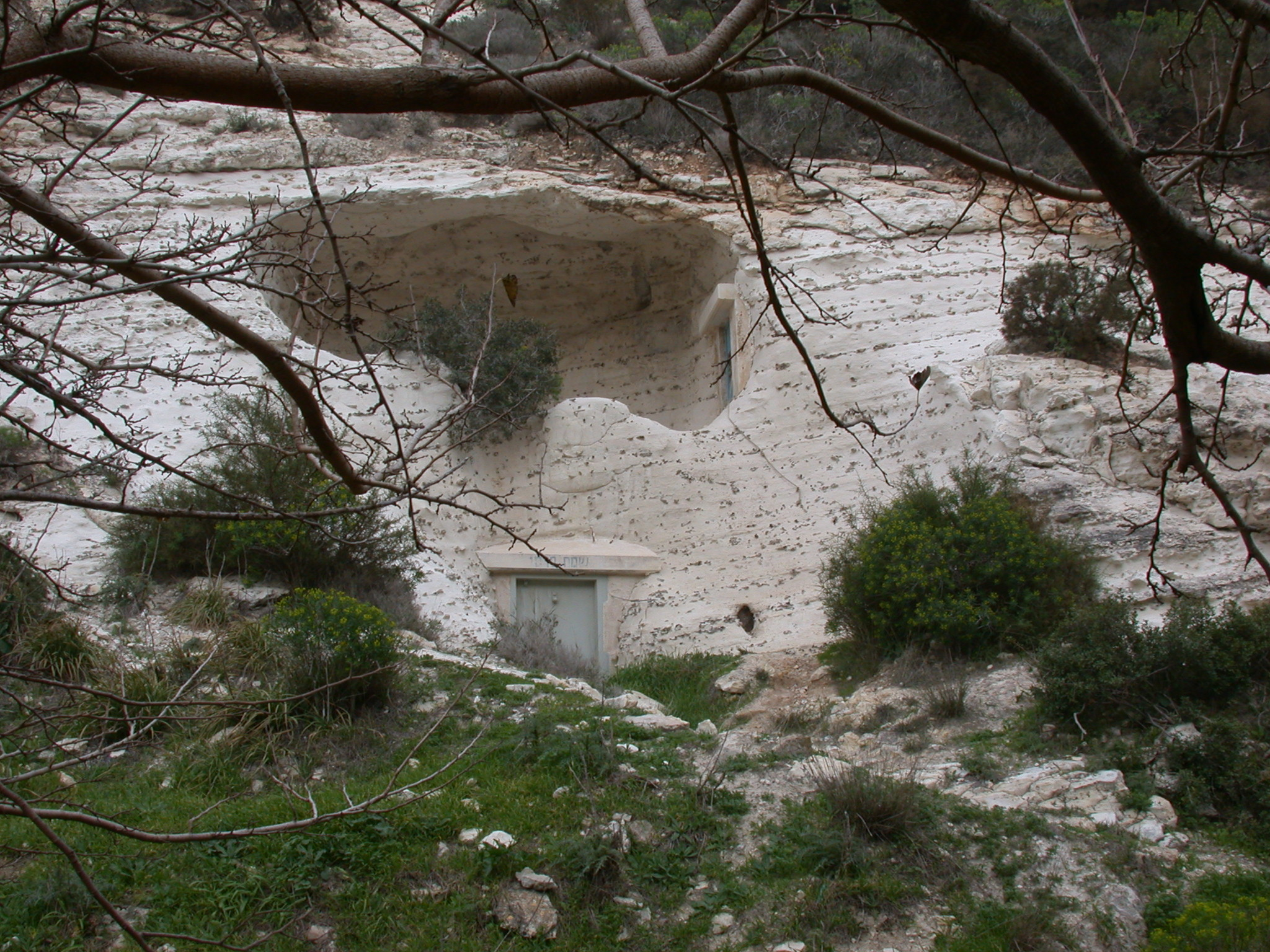
Jeskyně při Nachal Siach

Vádí je kromě srážkových vod živeno i dvěma prameny, které se nacházejí podél jeho trasy. Jde o prameny Ejn Siach (עין שיח) a Ejn Mišotetim (עין משוטטים). Druhý z nich je pojmenován podle organizace Agudat ha-Mišotetim (אגודת המשוטטים) – turistického a ochranářského sdružení, kterému ve 30. letech 20. století předsedal Pinchas Kohen. V arabštině se pramen nazývá Ajn al-Barg. Podle křesťanské a židovské legendy právě odtud pil prorok Elíša. V prostoru poblíž Nachal Siach se rovněž dochovaly zbytky kostelní stavby (první klášter karmelitánů) z křižáckého období a jeskyně, kterou používali mniši a v níž podle křesťanské legendy pobýval prorok Elijáš. Při dolním konci údolí stávala zahrada Bustan Chajat, která před vznikem státu Izrael v roce 1948 patřila jedné z nejbohatších arabských rodin v Haifě. Plánuje se její obnova a turistické využití. Při jeskyni se vyskytuje porost rostlin rodu pryšec. Konkrétně Euphorbia dendroides L. – pryšec dřevnatý. Jde o jedinou lokalitu jejich výskytu v Izraeli a je tudíž přísně chráněna. Kvůli rozšiřování hřbitova Sde Jehošua byla ovšem populace těchto rostlin v posledních letech redukována.